# パンジョ

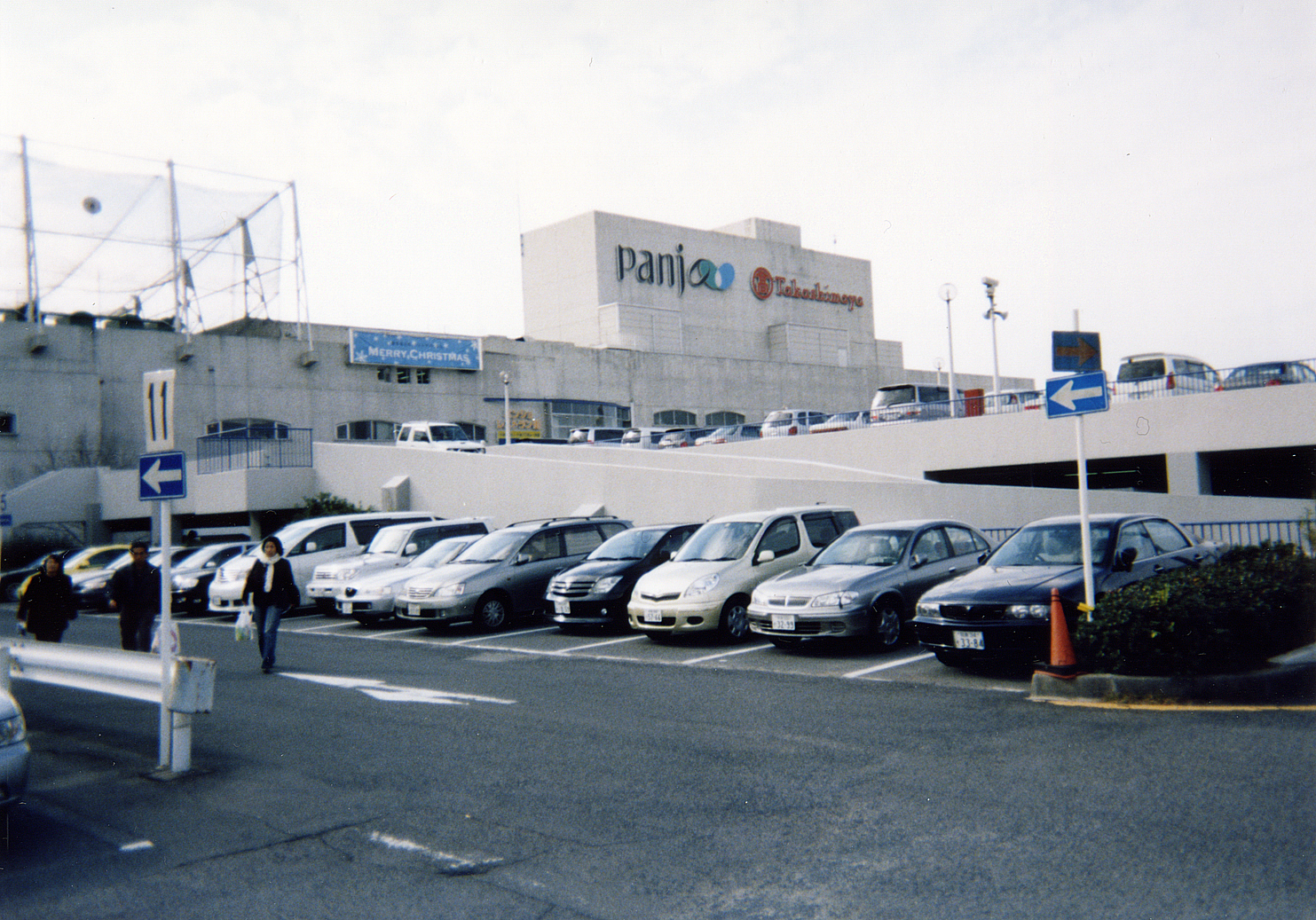
上の写真の反対側の駐車場から見た写真

パンジョは、大阪府堺市南区茶山台の泉北ニュータウンにあるショッピングセンターである。

## 概要
泉北ニュータウンは、東から泉ヶ丘、栂、光明池の3地区に分かれるが、パンジョはニュータウンの中心・泉ヶ丘に計画されたショッピングセンターである。1972年（昭和47年）10月に、SCのデベロッパーとなる泉北開発（1973年パンジョに社名変更）が、大阪府都市開発（泉北高速鉄道）、髙島屋、大和銀行、住友銀行、三和銀行の出資によって設立され、1974年（昭和49年）11月15日に開店した。建築費は70億円。
パンジョは敷地21,000㎡・地上7階建て・総面積約52,000㎡からなり、アスレチックルーム、温水プール、ゲームセンター、ゴルフ練習場、コミュニティホール、文化教室などのサービス施設を持ち、81の専門店が出店した。キーテナントの泉北髙島屋は1階から5階までを売場とし、総面積の半分を使用することになった。

### リニューアル
1996年（平成8年）、2004年（平成16年）、2010年（平成22年）のリニューアルを経て、現在は泉北髙島屋と123の専門店からなるSCとして営業する。開店当初は商圏人口がニューファミリーが中心であったこともあり、映画館、ゲームセンターなど、ファミリー向けのアミューズメント施設があったが、のちにほとんど撤退している。また、家電販売店のJoshinの撤退以降、独自ブランドを展開する無印良品を除き、髙島屋を含め、SC内で家電を販売する専門店は無かったが、2017年（平成29年）にニトリが出店した。

## 名称
パンジョ=PANJOとは、PAN（汎、総て）とJOY（楽しい）あるいはJO（恋人）から生まれた造成語で、みんなが楽しく集い、ショッピングや余暇をすごす場所という意味がある。

## 建物構成
1996年の増改築を伴うリニューアルを経て、建物は5棟構成となった。その内訳は、泉北高島屋が入居する7階建ての百貨店棟、レストラン街、専門店街の5階建ての本館棟、2つの屋内プールをもつパンジョクラブイズが入居する7階建ての東館棟、パチンコ店・美容室・雑貨店・カラオケスナック・医療施設が入居する3階建ての西館棟、そして、理髪店・薬局・パンジョSC事業部事務所が入居する4階建ての事務所棟である。なお、西館棟と事務所棟は、独立した建物になっているが、百貨店棟・本館棟・東館棟は、外見上は一つの建物になっており、本館棟屋上には、パンジョクラブイズ会員専用のゴルフ練習場がある。

## 主な店舗
- 総合物販店
- 泉北高島屋
- 飲食店
  - ミスタードーナツ 泉北パンジョ店
  - ビー・アール サーティワンアイスクリーム 泉北パンジョ店
  - マリオンクレープ
  - mamekan
  - 梅の花 パンジョ泉北店
  - がんこ 泉北パンジョ店
  - 鎌倉パスタ 泉北パンジョ店
  - 大戸屋 泉北パンジョ店
  - 串の井 泉北パンジョ店
  - お好み焼き どんどん
  - ラーメン らんらん
  - とんかつ いなば和幸
  - うどん 四国
  - 田舎そば
  - 炭火焼き・やきとり 正起屋 (まさきや）
  - 中華料理 桃谷摟 （とうこくろう）
  - うなぎ料理　儀門
- 服飾衣料品店
  - ギャップ 泉北パンジョ店
  - ABC-MART（ABCマート）泉北パンジョ店
  - UNIQLO（ユニクロ）泉北パンジョ店
  - TK（タケオキクチ）泉北パンジョ店
  - M2（センソユニコ）泉北パンジョ店
  - taka-Q（タカキュー）泉北パンジョ店
  - シューラルー
  - SM2 keittio
  - ROTE ROSA/Vita lita (ローテローザ/ヴィータリータ) 泉北パンジョ店
  - AMERICAN HOLIC (アメリカンホリック)
- その他
  - ニトリ 泉北パンジョ店
  - 三菱UFJ銀行
  - サンリオギフトゲート 泉北パンジョ店
  - パセリハウス
  - 3coins
  - ラパレット 泉北パンジョ店
  - 三井のリハウス
  - 紀伊國屋書店 泉北店
  - 無印良品 泉北パンジョ店
  - メガネの愛眼 泉北パンジョ店
  - JTB
- パンジョ事務所棟1階
  - ミクちゃんガイア・ミクちゃんアリーナ
  - 理容の店 ナルビー
- パンジョ西館棟2階
  - 美容室ボン
  - サロン アム
- クリニック ※ (1)
  - パンジョ西館棟3階・パンジョメディカルセンター
    - 大槻レディースクリニック (婦人科・産婦人科)
    - はら眼科クリニック (眼科)
    - すが内科クリニック (内科)
    - 川上歯科 パンジョ診療所 (歯科・小児歯科・審美歯科)

  - パンジョ本館棟5階
    - 松下皮フ科クリニック (皮フ科・美容皮フ科)

  - パンジョ事務棟2階
    - いずみ薬局 (保険調剤)

## 交通アクセス
南海泉北線泉ケ丘駅からすぐ。

## マスコットキャラクター
開店当初、マスコットキャラクターとして熊の「ジョンパくん」「ジョン子ちゃん」が設定されており、イベントにはキャラクタードールも使用されていたが、年を追う毎に出番が減り、2011年（平成23年）時点では、パンジョカードの案内パンフレットに小さいイラストを1点掲載されているのみであった。
2012年（平成24年）3月、パンジョカードの加入資格が中学生以上にまで引き下げの変更があり、販促ポスター等にPRキャラクターとして再び登場した。また、パンジョの公式 twitterアカウントでのマスコットキャラクターとしても使用されていた。
2014年（平成26年）4月、開店40周年を迎えたパンジョで館内リニューアル、新キャラクター「おかぴー」と「いずぴー」がデビュー、パンジョクラブカードが新キャラクターでデザイン一新など新たなスタートを切っている。

## 環境対策

### CO2
2009年（平成21年）12月、CO2対策として、施設内通路等のミニハロゲン電球を使用したダウンライト照明器具約500台がパナソニック製のLEDダウンライト照明器具に交換された。それにより、光の広場およびカリヨンの広場のイメージが変わった。
また、2011年（平成23年）秋ごろより、高島屋の各階売り場のミニハロゲン電球を使用したダウンライト照明器具も順次LEDダウンライト照明器具に交換が行われている。

### 省エネ
CO2対策に加え、2011年（平成23年）3月11日に発生した東日本大震災に起因する供給電力不足に対する対策として、2012年（平成24年）春ごろより、高島屋の各階売り場ではHIDランプからLED照明器具への交換が進められている。
また、パンジョ専門店内通路等の40W直管蛍光灯器具も順次LED照明器具に交換が進められている。